# Милош Остојић (фудбалер, 1996)
Милош Остојић (Сомбор, 21. априла 1996) српски је фудбалски голман.